# Deneysville
Deneysville est une petite ville balnéaire située dans la province de l'Etat Libre en Afrique du Sud. Baptisée en l'honneur du ministre Deneys Reitz, fils de Francis William Reitz, elle est située au bord du fleuve Vaal.

## Démographie

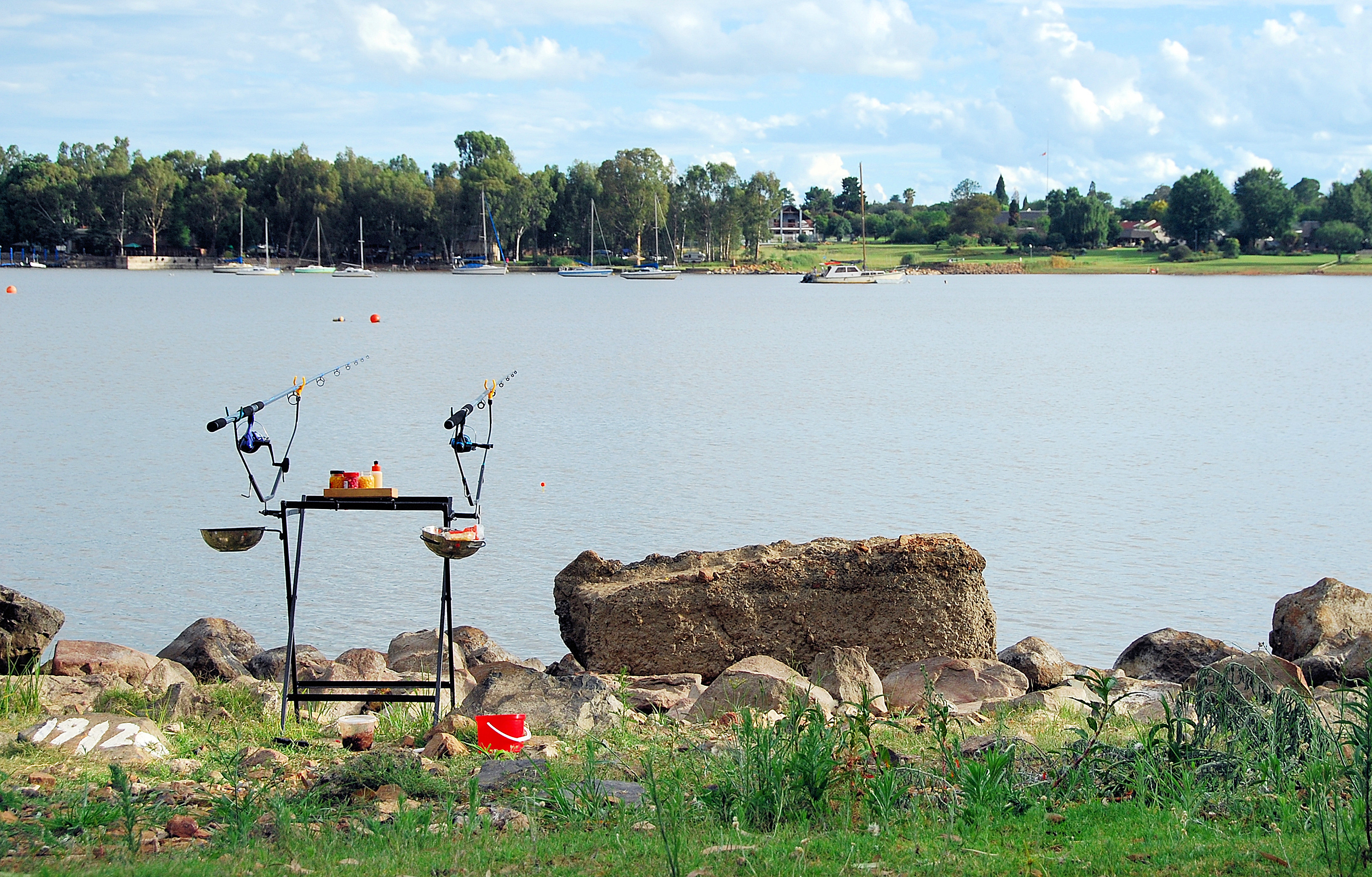
Rives du Vaal à Deneysville

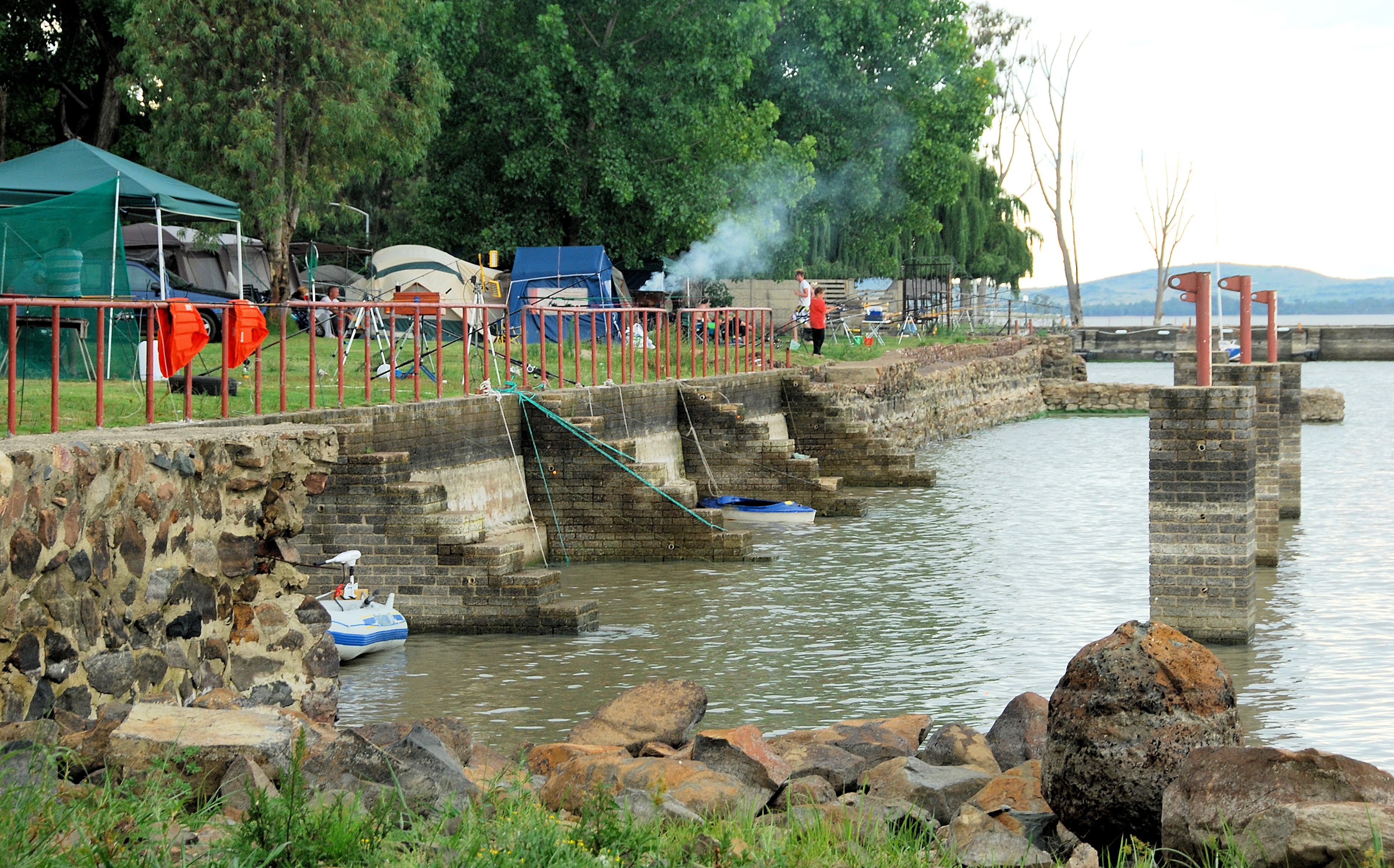
Camping à Deneysville

Selon le recensement de 2011, Deneysville compte 1 833 habitants, majoritairement blancs (59% pour 38% de noirs) et de langue maternelle majoritairement afrikaans (52%), anglais (20%) et sesotho (17%).
Le township de Refengkgotso est situé à proximité à l'ouest de Deneysville et compte 17 646 habitants, majoritairement de langue sesotho (82%), zoulou (7%) et xhosa (5%). Au total, la localité comprenant Deneysville et le township de Refengkgotso compte 19 479 habitants (93,5% de noirs, 5,5% de blancs), essentiellement de langues sesotho (76,4%), zoulou (6,4%), afrikaans (5,3%) et xhosa (4,6%).

## Historique
Au début de l'âge de pierre, les San s'étaient installés le long de la rive de la rivière Vaal, où Deneysville est aujourd'hui située. Ils ont été suivis par les Khoikhoi. Deneysville a été fondée en 1936 et nommé d'après le colonel Deneys Reitz, ministre des terres et fils de l'ancien président de l'État libre d'Orange, Francis William Reitz. 
La ville doit son existence à la construction du barrage du fleuve Vaal. Son développement par la suite a été lent. Elle est devenue une municipalité en 1974 et est aujourd'hui un centre de loisirs nautique réputé.

## Économie
Deneysville est une ville balnéaire qui vit des activités nautiques du lac formé par le barrage du Vaal. 

## Monuments et sites d'intérêts
- Le lac formé par le barrage du fleuve Vaal
- Le château néo-médiéval de Deneysville (1963)
- Église œcuménique St Peter
- Musée de la moto
- Cimetière des combattants britanniques de la seconde guerre des Boers (ferme Anniesrus)